# Liebfrauenkirche (Bad Cannstatt)

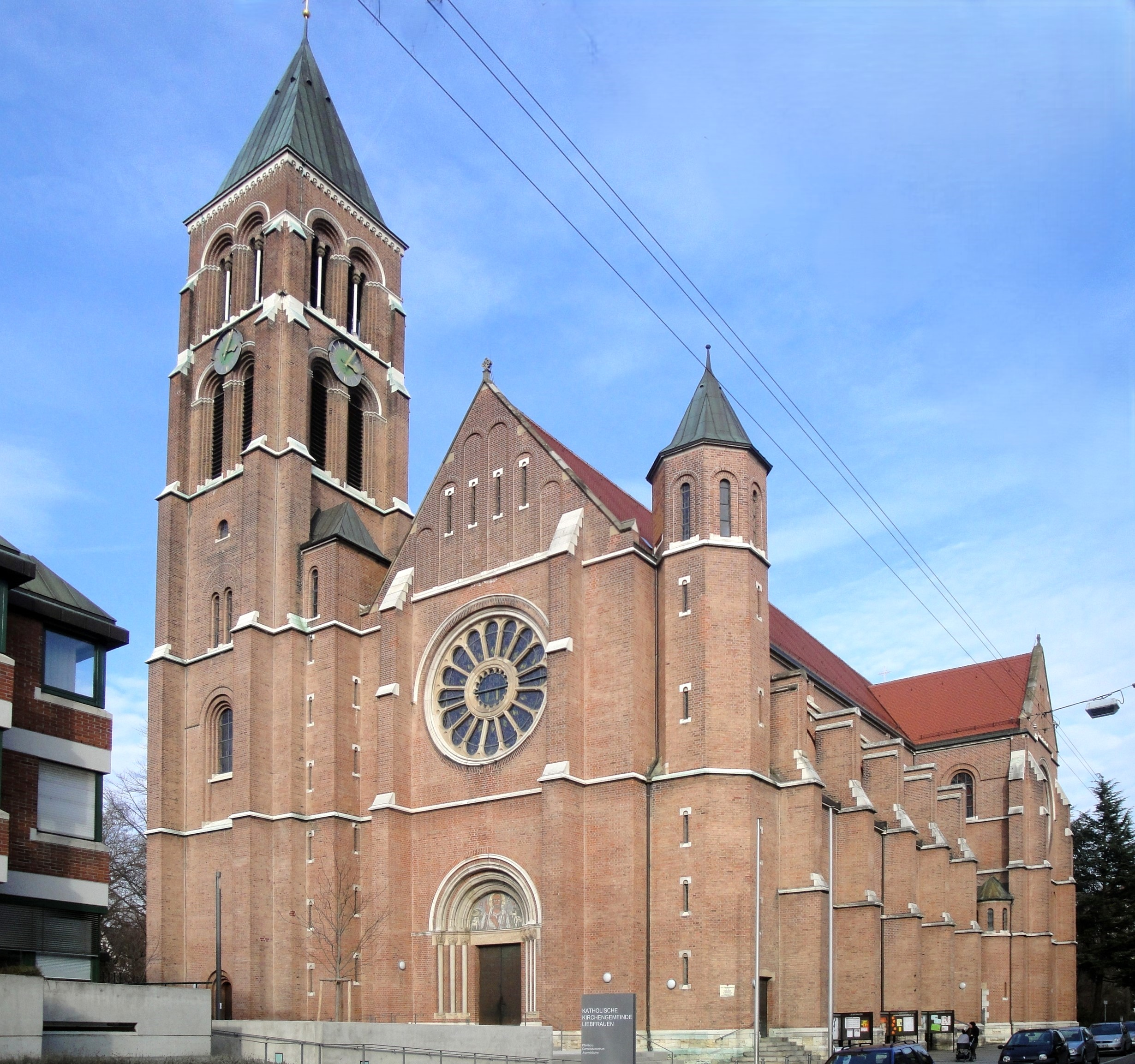
Liebfrauenkirche in Bad Cannstatt

Die Liebfrauenkirche im Stadtbezirk Bad Cannstatt der baden-württembergischen Landeshauptstadt Stuttgart ist eine römisch-katholische Kirche, die als Kulturdenkmal nach dem Denkmalschutzgesetz unter Denkmalschutz steht. Die Kirchengemeinde der Liebfrauenkirche gehört zur Diözese Rottenburg-Stuttgart.

## Beschreibung
Die Kreuzbasilika wurde 1907–1909 nach einem Entwurf des Stuttgarter Architekten Joseph Cades aus Backstein-Mauerwerk errichtet. Im Jahr 1944 wurde sie bei einem Bombenangriff schwer beschädigt und nach Kriegsende 1948 wieder aufgebaut. Die Kirche ist 60 Meter lang und 27 Meter breit und bietet etwa 3000 bis 3500 Personen Platz.
Sie besteht aus einem Langhaus mit einem breiten Mittelschiff und zwei schmalen Seitenschiffen, einem Querschiff und einem Chorumgang im Osten, deren Außenwände von Strebepfeilern gestützt werden. Der mit einem Pyramidendach gedeckte 40 Meter hohe Kirchturm an der Nordwestecke und ein Treppenturm an der Südwestecke flankieren die Westfassade, in der sich das Portal mit einem Mosaik im Tympanon von Karl Caspar und darüber eine Fensterrose befinden. Auch beim Querhaus befindet sich in den beiden Giebeln je eine etwas kleinere Fensterrose.
Die ursprüngliche Kirchenausstattung stammt von Theodor Schnell dem Jüngeren. Der Hochaltar wurde im Zweiten Weltkrieg zerstört. 
Die Glasmalereien wurden 1962 bis 1964 von Wilhelm Geyer gestaltet. 
Die Orgel auf der rückwärtigen Empore wurde zwischen 1948 und 1962 von der Orgelbauwerkstatt E. F. Walcker & Cie. in drei Abschnitten (1948, 1957, 1962) gebaut. Auch danach gab es Umbauten und Renovierungen; so wurde etwa 2019 ein Zimbelstern eingebaut. Das Gehäuse beruht auf einem Entwurf von Walter Supper und ist so gestaltet, dass es die große Fensterrose einrahmt. Die Orgel hat einen Umfang von 41 Registern auf drei Manualen und Pedal.
Im Kirchturm hängt ein vierstimmiges Glockengeläut aus Gussstahlglocken, das 1923 vom Bochumer Verein gegossen wurde. Das Vorgängergeläut aus Bronze war von der Stuttgarter Gießerei Kurtz angefertigt worden. Es musste im Ersten Weltkrieg zur Rüstungsproduktion abgegeben werden. Das Ersatzgeläute aus Gussstahl entging im Zweiten Weltkrieg diesem Schicksal.
| Glocke | Name             | Schlagton | Flankeninschrift*                                                                 |
| ------ | ---------------- | --------- | --------------------------------------------------------------------------------- |
| 1      | Totenglocke      | des′      | 1914 ✠ 1918 / REQUIEM AETERNAM DONA EIS DOMINE (Herr, gib ihnen die ewige Ruhe)   |
| 2      | Herz-Jesu-Glocke | f′        | COR JESU SACRATISSIMUM MISERERE NOBIS (Heiligstes Herz Jesu, erbarme dich unser)  |
| 3      | Marienglocke     | as′       | REGINA PACIS ORA PRO NOBIS (Königin des Friedens, bitte für uns)                  |
| 4      | Michaelsglocke   | b′        | SANCTE MICHAEL DEFENDE NOS IN PROELIO (Heiliger Michael, verteidige uns im Kampf) |

* Zusätzlich steht bei allen Glocken auf der Glockenschulter: GEG. V. BOCHUMER VEREIN I. BOCHUM 1923